# ارمنستان در مسابقه آواز یوروویژن نوجوانان ۲۰۲۱
ارمنستان در مسابقه آواز یوروویژن نوجوانان ۲۰۲۱ که در پاریس، فرانسه برگزار شد، با انتخاب داخلی مالنا به‌عنوان نماینده خود و اجرای ترانه «کامی کامی» شرکت کرد. او قرار بود در یوروویژن نوجوانان ۲۰۲۰ با ترانه «چرا» شرکت کند اما کشور به دلیل جنگ ۲۰۲۰ قره‌باغ از مسابقه انصراف داد. ارمنستان با ۲۲۴ امتیاز برنده شد و ۶ امتیاز بیشتر از لهستان که مقام دوم را کسب کرده بود، به دست آورد.

## پیش‌زمینه
پیش از مسابقه ۲۰۲۱، ارمنستان دوازده بار در مسابقه آواز یوروویژن نوجوانان شرکت کرده بود. بهترین نتیجه آن‌ها در سال ۲۰۱۰ به‌دست آمد که با ترانه «مامان» به اجرا ویکتور آرتزومانیان برنده شدند. ارمنستان میزبان مسابقه آواز یوروویژن نوجوانان ۲۰۱۱ در پایتخت خود، ایروان بود. در مسابقه آواز یوروویژن نوجوانان ۲۰۱۹، کارینا ایگناتیان نماینده کشور در گلیویتسه، لهستان با ترانه «رنگ‌های رؤیای تو» بود. این ترانه از میان ۱۹ اجرا، رتبه نهم را با ۱۱۵ امتیاز به‌دست‌آورد.
ارمنستان با وجود اینکه در فهرست نهایی کشورهای شرکت‌کننده قرار داشت، در نوامبر ۲۰۲۰ به دلیل جنگ ۲۰۲۰ قره‌باغ از مسابقه انصراف داد. بعدها فاش شد که مالنا فاکس برای نمایندگی ارمنستان با ترانه «چرا» به‌طور داخلی انتخاب شده بود. با پایان یافتن جنگ قره‌باغ در ۱۰ نوامبر، رئیس هیئت نمایندگی ارمنستان، در اینستاگرام نوشت که کشورش به این مسابقات قوی‌تر از همیشه بازخواهد گشت.

## پیش از یوروویژن نوجوانان
در ۱۷ نوامبر ۲۰۲۱، شبکه تلویزیونی ارمنستان ۱ تأیید کرد که مالنا بار دیگر به‌صورت داخلی برای نمایندگی ارمنستان در مسابقه انتخاب شده است. بیش از یک ماه پیش از این اعلام، رسانه‌های ارمنی گزارش داده بودند که او انتخاب شده است. به‌طور رسمی در ۱۸ نوامبر ۲۰۲۱ اعلام شد که مالنا ترانه «کامی کامی» را در مسابقه اجرا خواهد کرد، و متن ترانه در وب‌سایت junioreurovision.tv منتشر شد. خود ترانه در روز بعد منتشر شد.

## در یوروویژن نوجوانان
پس از مراسم افتتاحیه که در ۱۳ دسامبر ۲۰۲۱ برگزار شد، اعلام شد که ارمنستان در ۱۹ دسامبر ۲۰۲۱ به‌عنوان نهمین کشور اجرا خواهد کرد (پس از ایرلند و پیش از قزاقستان). در پایان مسابقه، ارمنستان با مجموع ۲۲۴ امتیاز به پیروزی دست یافت.

#### رأی‌گیری
همان سیستم رأی‌دهی که در دوره ۲۰۱۷ معرفی شد، در این دوره نیز استفاده شد، به‌طوری‌که نتایج از ۵۰٪ رأی‌گیری آنلاین و ۵۰٪ رأی‌گیری هیئت داوران تعیین می‌شد. هر کشور یک هیئت داوران ملی داشت که شامل سه نفر از حرفه‌ای‌های صنعت موسیقی و دو نوجوان بین ۱۰ تا ۱۵ سال بود که شهروند کشور خود بودند. رتبه‌بندی این داوران ترکیب شد تا ده رتبه برتر کلی به‌دست آید.
رأی‌گیری آنلاین شامل دو مرحله بود. مرحله اول رأی‌گیری آنلاین در تاریخ ۲۲ نوامبر ۲۰۱۹ آغاز شد، زمانی که یک بازبینی از تمام اجراهای تمرینی در وب‌سایت مسابقه Junioreurovision.tv نمایش داده شد و پس از آن بینندگان می‌توانستند رأی دهند. پس از این، رأی‌دهندگان همچنین این گزینه را داشتند که کلیپ‌های یک دقیقه‌ای طولانی‌تری از هر اجرای تمرینی شرکت‌کنندگان مشاهده کنند. این مرحله اول رأی‌گیری در تاریخ ۲۴ نوامبر ساعت ۱۵:۵۹ به‌وقت محلی پایان یافت. مرحله دوم رأی‌گیری آنلاین در طول نمایش زنده برگزار شد و درست پس از آخرین اجرا آغاز شد و به مدت ۱۵ دقیقه باز بود. بینندگان بین‌المللی قادر بودند برای حداقل سه و حداکثر پنج آهنگ رأی دهند. آنها همچنین می‌توانستند برای آهنگ کشور خود رأی دهند. سپس این رأی‌ها به امتیازهایی تبدیل می‌شد که بر اساس درصد رأی‌های دریافتی تعیین می‌شد. به‌عنوان مثال، اگر یک آهنگ ۱۰٪ از رأی‌ها را دریافت می‌کرد، ۱۰٪ از امتیازات موجود را دریافت می‌کرد.
| امتیاز                                       | کشور                             |
| -------------------------------------------- | -------------------------------- |
| ۱۲ امتیاز                                    | - لهستان - پرتغال                |
| ۱۰ امتیاز                                    | - فرانسه - آلمان - اسپانیا       |
| ۸ امتیاز                                     | صربستان                          |
| ۷ امتیاز                                     | - جمهوری ایرلند - هلند - اوکراین |
| ۶ امتیاز                                     | - آلبانی - قزاقستان - روسیه      |
| ۵ امتیاز                                     | - گرجستان - مالت                 |
| ۴ امتیاز                                     |                                  |
| ۳ امتیاز                                     |                                  |
| ۲ امتیاز                                     | - بلغارستان - مقدونیه شمالی      |
| ۱ امتیاز                                     |                                  |
| ارمنستان ۱۰۹ امتیاز از رای آنلاین دریافت کرد |                                  |

|
| امتیاز    | کشور          |
| --------- | ------------- |
| ۱۲ امتیاز | گرجستان       |
| ۱۰ امتیاز | فرانسه        |
| ۸ امتیاز  | آلبانی        |
| ۷ امتیاز  | روسیه         |
| ۶ امتیاز  | اسپانیا       |
| ۵ امتیاز  | مقدونیه شمالی |
| ۴ امتیاز  | قزاقستان      |
| ۳ امتیاز  | مالت          |
| ۲ امتیاز  | اوکراین       |
| ۱ امتیاز  | لهستان        |

|}

#### نتایج تفصیلی رای‌گیری
| رده | کشور          | داور A | داور B | داور C | داور D | داور E | رتبه میانگین | امتیاز اعطا شده |
| --- | ------------- | ------ | ------ | ------ | ------ | ------ | ------------ | --------------- |
| ۰۱  | آلمان         | ۱۵     | ۷      | ۱۷     | ۱۰     | ۵      | ۱۲           |                 |
| ۰۲  | گرجستان       | ۴      | ۱      | ۳      | ۳      | ۳      | ۱            | ۱۲              |
| ۰۳  | لهستان        | ۱۱     | ۱۲     | ۴      | ۷      | ۱۲     | ۱۰           | ۱               |
| ۰۴  | مالت          | ۱۰     | ۴      | ۱۴     | ۱۳     | ۴      | ۸            | ۳               |
| ۰۵  | ایتالیا       | ۷      | ۱۶     | ۱۵     | ۱۴     | ۶      | ۱۵           |                 |
| ۰۶  | بلغارستان     | ۸      | ۹      | ۱۳     | ۱۵     | ۸      | ۱۴           |                 |
| ۰۷  | روسیه         | ۱۲     | ۶      | ۱      | ۲      | ۹      | ۴            | ۷               |
| ۰۸  | جمهوری ایرلند | ۱۶     | ۱۱     | ۱۶     | ۱۱     | ۱۴     | ۱۷           |                 |
| ۰۹  | ارمنستان      |        |        |        |        |        |              |                 |
| ۱۰  | قزاقستان      | ۱۴     | ۱۷     | ۷      | ۶      | ۲      | ۷            | ۴               |
| ۱۱  | آلبانی        | ۱      | ۵      | ۹      | ۱۲     | ۱      | ۳            | ۸               |
| ۱۲  | اوکراین       | ۱۷     | ۳      | ۶      | ۹      | ۱۷     | ۹            | ۲               |
| ۱۳  | فرانسه        | ۲      | ۱۳     | ۲      | ۱      | ۱۳     | ۲            | ۱۰              |
| ۱۴  | آذربایجان     | ۱۸     | ۱۸     | ۱۸     | ۱۸     | ۱۸     | ۱۸           |                 |
| ۱۵  | هلند          | ۹      | ۱۰     | ۸      | ۱۷     | ۱۵     | ۱۶           |                 |
| ۱۶  | اسپانیا       | ۱۳     | ۱۰     | ۱۰     | ۱۴     | ۱۶     | ۱۸           |                 |
| ۱۷  | صربستان       | ۱۴     | ۱۲     | ۱۴     | ۱۵     | ۱۳     | ۱۴           |                 |
| ۱۸  | مقدونیه شمالی | ۱۶     | ۱۴     | ۱۵     | ۱۶     | ۱۴     | ۱۲           |                 |

## پس از یوروویژن نوجوانان
مالنا روز بعد از مسابقه به فرودگاه بین‌المللی زوارتنوتس در ایروان، ارمنستان رسید، جایی که مورد استقبال جمعی از خبرنگاران و هواداران قرار گرفت.
دو روز پس از پیروزی ارمنستان، در ۲۱ دسامبر اعلام شد که ارمنستان ۱ میزبان یوروویژن نوجوانان در سال ۲۰۲۲ خواهد بود.